# Valentin Kuhbandner
Valentin Kuhbandner (* 14. Februar 1921 in Immenreuth; † 16. September 1980 in Neusorg) war ein deutscher Politiker (SPD).
Kuhbandner besuchte die Volksschule und ein humanistisches Gymnasium. Er machte die Lehre zum Industriekaufmann. Im Zweiten Weltkrieg war er zuletzt Zugführer der deutschen Fallschirmjäger und saß in amerikanischer Kriegsgefangenschaft. Nach seiner Entlassung arbeitete er als Dolmetscher bei der Militärregierung, später leitete er die Wache der Bahnpolizei und war Betriebsbeamter der Deutschen Bundesbahn. 1952 wurde er in den Kreistag gewählt, zwei Jahre später wurde er Stellvertreter des Landrats, 1956 wurde er Fraktionsvorsitzender der SPD im Bezirksrat der Oberpfalz. 1958 wurde er zum Landrat des Landkreises Kemnath gewählt. Von 1966 bis 1978 gehörte er dem Bayerischen Landtag an.
Kuhbandner war Vorsitzender des Bayerischen Roten Kreuzes im Landkreis Kemnath, Aktionsmitglied des SOS-Kinderdorfvereins und Träger der Goldplakette des Landessportvereins für besondere Förderung des Sports.